# Hethum von Korykos

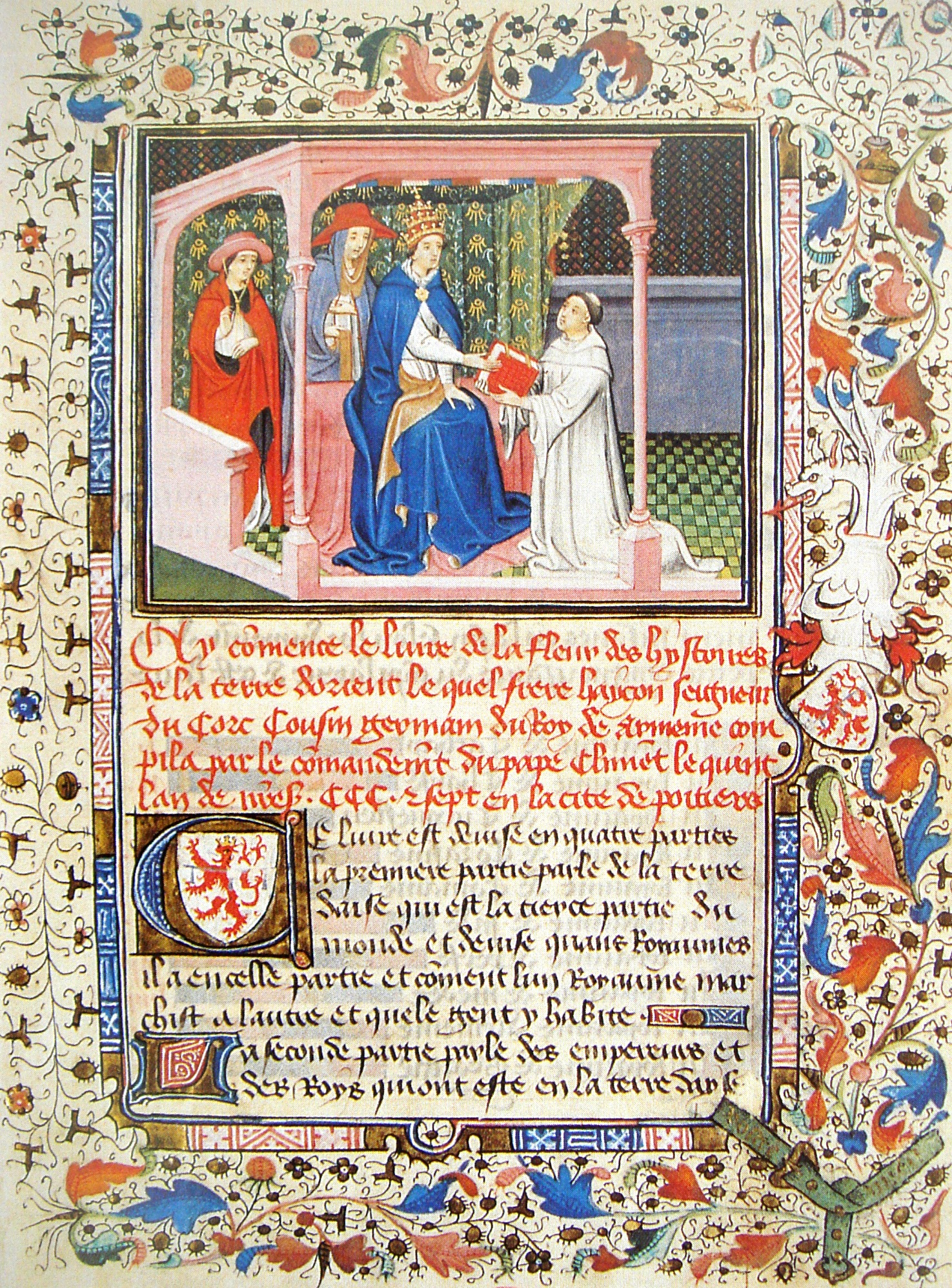
Hethum überreicht sein Werk Papst Clemens V. (MS Paris, Nationalbibliothek, Nouv. acqu. franç. 1255, Anf. 15. Jh.)

Hethum von Korykos (* 1230/45; † nicht vor 1309), auch Hayt(h)on von Korykos, Hayton von Lampron, französisch Héthoum de Korikos, altfranzösisch Hayton du Corc, lateinisch Hayton dominus Churchi (mit weiteren Namensvarianten), war ein armenischer Geschichtsschreiber und Herr von Korykos.

## Leben
Er war der Sohn des Barons Oschin von Korykos († 1265) und seiner Frau Alix von Lampron. Er spielte dank seiner verwandtschaftlichen Beziehungen zum Königshaus in der Geschichte des christlichen Königreiches Kleinarmenien eine einflussreiche Rolle. Sein Vater war ein jüngerer Bruder König Hethums I., der 1226 die armenische Dynastie der Hethumiden begründet hatte. Hethum von Korykos war damit auch ein Onkel zweiten Grades der zu seiner Zeit und mit seiner aktiven Beteiligung um den Thron streitenden Enkel Hethums I., sowie ein Onkel dritten Grades von Leon IV. († 1307), für dessen Thronfolge er sich einsetzte. Seine Tochter Zabel (Isabella) heiratete den Enkel Hethums I., Oschin III. der Leons IV. 1307–1320 als König nachfolgte.
1299 unternahm Hethum von Korykos eine Pilgerfahrt nach Frankreich, um ein Mariengelübde einzulösen. Die ursprüngliche Absicht, nach der Rückkehr der Welt zu entsagen und in ein Kloster einzutreten, schob er zunächst auf, um sich in der kritischen, durch die inneren Thronzwistigkeiten und äußere Angriffe der islamischen Mamluken gekennzeichneten Lage des Königreiches für die Belange seines Landes einzusetzen. 1305 zog er sich dann nach Zypern in das Prämonstratenserkloster Bellapais zurück. Nach seiner eigenen Darstellung war sein Rückzug durch eine Verbesserung der politischen Lage ermöglicht worden, die sich nach einem Sieg über die Elitetruppen des mamlukischen Sultans mit nachfolgendem Waffenstillstand zumindest außenpolitisch teilweise stabilisiert hatte. Zyprische Chronisten berichten hingegen, dass er aufgrund seiner Aktivitäten gegen Hethum II., der seit 1301 als Regent für Leon IV. amtierte, aus Kleinarmenien fliehen musste.
Sein Aufenthalt in Bellapais war jedoch nur von kurzer Dauer. Bereits 1307 befand er sich in Poitiers, wo Papst Clemens V. vor der Fixierung der Kurie in Avignon die meiste Zeit residierte, und diktierte im Auftrag des Papstes zur Unterstützung eines Kreuzzugsprojektes seine Beschreibung und Geschichte Asiens, die Flor des estoires de la terre d'Orient. Sein Aufenthalt diente außerdem dazu, an der Kurie im Streit um die Krone Zyperns gegen die Gesandten Heinrichs II. von Lusignan die von dessen Bruder Amalrich von Tyrus betriebene Absetzung Heinrichs zu vertreten. Nach der Rückkehr aus Frankreich hielt er sich nur wenige Tage in Zypern auf und kehrte dann nach Kleinarmenien zurück, wo in der Zwischenzeit sein Widersacher Hethum II. († 1307) ermordet worden war. Weitere politische Aktivitäten sind für 1308/1309 belegt: 1308 überbrachte er Amalrich von Tyrus ein Schreiben von Papst Clemens V. und für 1309 ist durch zyprische Chronisten bezeugt, dass er die Sache Amalrichs gegen Heinrich weiter betrieb. Sein Todesdatum ist nicht bekannt, die in der älteren Forschung (Kohler) vertretene Annahme, dass er noch mit einem „Hayton, Armeniorum dux generalis“ auf dem Konzil von Adana (1314) zu identifizieren sei, hat wegen der Häufigkeit des Personennamens und der Bezeichnung als „dux generalis“ Widerspruch gefunden.

## DieFlor des estoires de la terre d'Orient
Die vier Bücher der Flor des estoires bieten eine geographische (Buch I) und historische (Buch II) Beschreibung Asiens, eine Geschichte der Mongolen (Buch III) und einen Kreuzzugsplan zur Eroberung des Heiligen Landes (Buch IV), für die die Mongolen als Verbündete gewonnen werden sollten. Speziell für das dritte Buch zur Geschichte der Mongolen gibt Hethum drei Quellen an: „Erzählungen der Tataren“ (estoires des Tartars), auf die er sich für die Zeit bis Möngke Khan (bis ca. 1295) stützt, dann für die Folgezeit Erzählungen seines Großonkels Hethum I., der seinen Söhnen und Neffen oft aus seinem Leben erzählt und das Erzählte durch sie aufschreiben lassen habe, und schließlich für die jüngste Zeit Hethums eigenes Erleben, das er aus eigener Zeugenschaft wiedergeben könne. Hethum kannte darüber hinaus speziell zur Kreuzzugsgeschichte auch westliche Quellen, die er als „Erzählungen über Gottfried von Bouillon“ und als „Buch von der Eroberung des Heiligen Landes“ bezeichnet, außerdem hat man aufgrund von inhaltlichen Parallelen vermutet, dass er mit Reiseberichten wie besonders denen von Johannes de Plano Carpini und Marco Polo bekannt gewesen sein könnte.
Die Umstände der Niederschrift der Flor des estoires sind jeweils im Explicit der französischen und der lateinischen Fassung des vierten Buches erläutert. Danach diktierte Hethum das von ihm selber „kompilierte“ (zusammengetragene) Werk im Auftrag des Papstes in Poitiers in französischer Sprache und ohne Zuhilfenahme schriftlicher Entwürfe (sans note ne exemplaire) einem Nicolas Faulcon – einem sonst geschichtlich nicht weiter hervorgetretenen Prämonstratenser aus Poitiers –, der die französische Niederschrift anschließend ins Lateinische übersetzte. Die Übersetzung war dem lateinischen Explicit zufolge im August 1307 abgeschlossen, und dem französischen Explicit zufolge wurde das Werk 1307 dem Papst überreicht. Ob sich die Formulierung „sans note ne exemplaire“ („absque nota sive aliquo exemplari“) auf das gesamte Werk, oder nur auf das Kreuzzugsprojekt des vierten Buches bezieht, ist aufgrund der Detailfülle der drei ersten Bücher fraglich. Als Mitglied der armenischen Aristokratie, die unter dem Einfluss der „fränkischen“ Kreuzfahrerstaaten schon seit längerem französische Sitten und Rechtsgewohnheiten übernommen hatte und in besonders enger, durch politische Bündnisse und gezielte Heiratspolitik gefestigter Beziehung zur poitevinischen Herrschaft der Lusignan in Zypern stand, war Hethum mit der französischen Sprache jedenfalls hinreichend vertraut, um sein Diktat an Nicolas Faulcon zu bewältigen.
Das Anliegen, mit den Mongolen ein Bündnis gegen den gemeinsamen islamischen Gegner zu schmieden, hatte bereits die Vorgänger Clemens’ V. seit Innozenz IV. beschäftigt und zu Gesandtschaften und vorläufig noch wenig konkreten Zusagen geführt. In Verbindung mit dem Jubeljahr 1300 hatten sich die Hoffnungen auf eine Wiedereroberung des Heiligen Landes kurzzeitig zu einer Art „Massenhysterie“ (Hans E. Mayer) gesteigert, und auch Prophezeiungen über eine rettende Rolle der Mongolen hatten dabei eine Rolle gespielt. Clemens V. selbst hatte im Frühjahr 1307 gerade seinen italienischen Kreuzzug gegen die Anhänger des Sektenführers Fra Dolcino abgeschlossen, ein Vorgang von eher lokaler Bedeutung, und machte sich nun im Verein mit Philipp IV. von Frankreich daran, den Orden der Templer wegen Häresie aufzulösen und dessen gewaltiges Vermögen konfiszieren zu lassen. Clemens V. ließ während seiner Regierungszeit außer dem Gutachten Hethums noch mindestens vier weitere Kreuzzugsmoranden erstellen, 1305 und 1309 von Ramon Llull, 1306 von Pierre Dubois und 1314 von Guillaume de Nogaret, der die Konfiskation des Templervermögens nachdrücklich mit dem Finanzbedarf für die Eroberung des Heiligen Landes rechtfertigte. Vor diesem Hintergrund ist es zu sehen, dass Hethum als vertrauter Kenner der Verhältnisse im mongolischen Il-khanat von Persien, dem seit dem Zerfall des mongolischen Großreiches letzten in Frage kommenden mongolischen Verbündeten, vom Papst mit seinem Gutachten beauftragt wurde. Die Vorhaben verliefen im Sande, aber ihnen verdankt sich zumindest die Entstehung von Hethums Schrift, die aufgrund seiner guten Kenntnis der behandelten Verhältnisse eine unschätzbare Quelle für die Geschichte der Mongolen und Kleinarmeniens im 13. und frühen 14. Jahrhundert geblieben ist.

## Überlieferung derFlor des estoires
Das Werk ist in insgesamt 58 Manuskripten erhalten, die sich nach ihren Textfassungen wie folgt verteilen:
- 24 französische Handschriften, davon 18 mit der Erstfassung Faulcons, fünf mit der 1351 von Jean le Long verfassten Rückübersetzung aus dem Lateinischen, und drei mit jeweils selbständigen Rückübersetzungen unbekannter Verfasser.
- 32 Handschriften mit der lateinischen Übersetzung Faulcons (davon zwei keine eigentlichen Zeugen, sondern Notizen und Variantenverzeichnisse).
- Eine Handschrift mit spanischer Übersetzung aus dem Französischen Faulcons für Juan Fernández de Heredia (1377–1396 Großmeister des Johanniterordens).
- Eine englische Handschrift, von unbekanntem Verfasser im 16. Jahrhundert mutmaßlich für Heinrich VIII. übersetzt aus dem Französischen Faulcons.

Hinzu kommen bis zum Ende des 16. Jahrhunderts die Editio princeps der französischen Erstfassung Faulcons (Paris 1510, mehrmals wieder aufgelegt), mehrere Drucke seiner lateinischen Übersetzung (Haguenau 1529, Basel 1532, Helmstedt 1585), die Editio princeps der französischen Rückübersetzung von Jean le Long (Paris 1529), ein von der englischen handschriftlichen Fassung unabhängiger Druck einer englischen Übersetzung von Richard Pynson (London, etwa 1520), sowie Drucke in deutscher (Straßburg 1534), niederländischer (Antwerpen 1563), italienischer (Venedig 1559, Venedig: Horologgi, 1562, Venedig: Sansovino, 1562) und spanischer Sprache (Córdoba 1595).

## Weitere Werke Hethums
Hethum wird seit dem 19. Jahrhundert auch eine armenisch geschriebene Chronographie Kleinarmeniens zugeschrieben, die die Zeit von 1076 bis 1308 behandelt. Weitere ihm gelegentlich zugeschriebene Werke (ein Kommentar zur Johannesapokalypse, ein in mehreren Hethumhandschriften überliefertes Kreuzzugsmemorial und ein Exordium Jerosolimitani Hospitalis ac Ordinis) werden ihm von der Forschung heute abgesprochen.